# Reprezentacja Bhutanu w piłce siatkowej mężczyzn
Reprezentacja Bhutanu w piłce siatkowej mężczyzn – reprezentacja narodowa Bhutanu w piłce siatkowej, reprezentująca go na arenie międzynarodowej. Za jego funkcjonowanie odpowiedzialny jest Bhutański Związek Piłki Siatkowej.

## Mistrzostwa Azji
Drużyna jeszcze nigdy nie wystąpiła na Mistrzostwach Azji.

## Igrzyska Azjatyckie
Drużyna jeszcze nigdy nie wystąpiła na Igrzyskach Azjatyckich.